# كورسكو

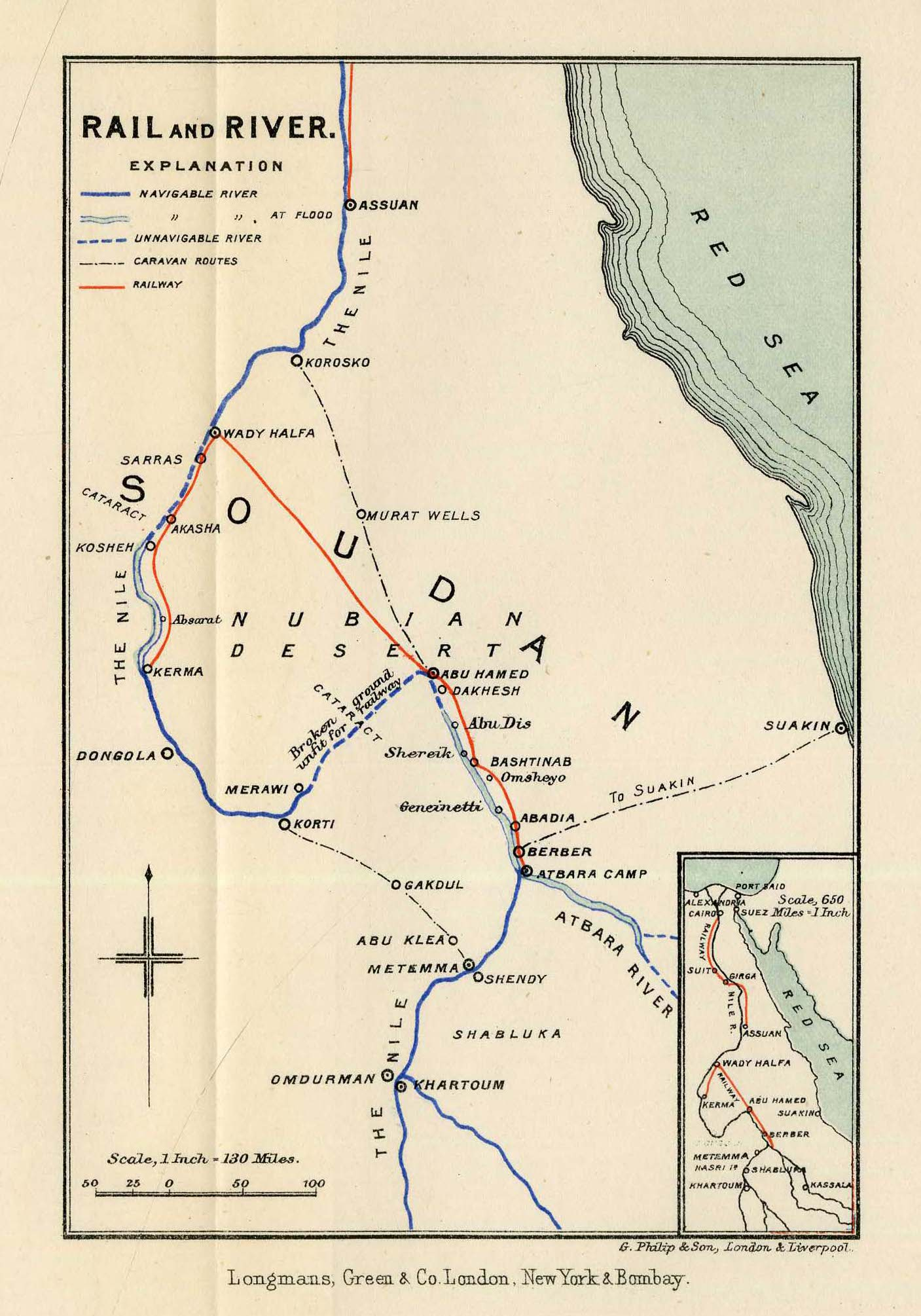
خريطة من القرن التاسع عشر لمسار سكة حديد وقوافل في السودان— متضمنة كورسكو — (1899)من كتاب تشرشل «حرب النهر».

كورسكو كانت مستعمرة من القرن التاسع عشر على نهر النيل في النوبة المصرية. موقعها كان على بعد 118 ميل (190 كـm) جنوب أسوان، وكانت نقطة مغادرة قوافل الجمال، متجنبة بذلك منحنى دنقلا في النهر بالسير مباشرة عبر الصحراء حتى أبو حمد.حل وادي حلفا محلها في خدمة هذا المسار بعد إنشاء سكة حديد السودان العسكرية، في تسعينات القرن التاسع عشر في أثناء حروب المهدي.
على الرغم من استخدام إتساع (ثلاثة أقدام وست بوصات) في إنشاء السكة الحديد الجديدة وأنها لم تكن متصلة بالسكة الحديد المصرية، الا أن الوصلة بينهم كانت عن طريق سفينة بخارية وتدريجيا تلاشت أهمية كورسكو.
غمرت مياه بحيرة ناصر موقع كورسكو بعد الانتهاء من إنشاء السد العالي.
- للمؤلف آرثر كونان دويل رواية بعنوان «مأساة الكورسكو» (1898) نشرها أولا مسلسلة على حلقات في مجلة ستراند من مايو إلى ديسمبر 1897 وحولها فيما بعد إلى مسرحية بعنوان «نيران قدر» (Fires of Fate) والتي بدورها تحولت إلى فيلمين أولهما صامت عام 1923 والآخر ناطق عام 1932.